# Алыкёль
Алыкёль — озеро в России, располагается на территории городского округа Норильск в Красноярском крае. Площадь водного зеркала — 2,06 км².
Лежит на высоте 106 метров над уровнем моря в левобережье реки Амбарной в 30 км от её устья. Окружено заболоченной тундрой. К западу от Алыкёля находится озеро Верхний Болгохтах — исток реки Болгохтах, к северу — Проточные озёра, к востоку — озеро Зеро. По южному берегу озера проходит железнодорожная ветка Дудинка — Норильск, за ней находится посёлок Алыкёль.
По данным Государственного водного реестра, относится к Енисейскому бассейновому округу. Водохозяйственный участок — Пясина и другие реки бассейна Карского моря от восточной границы бассейна Енисейского залива до западной границы бассейна р. Каменная. Речной бассейн — Пясина.
Код водного объекта — 17020000111116100011598.